# Liste der Kulturdenkmale in Chemnitz-Adelsberg
In der Liste der Kulturdenkmale in Chemnitz-Adelsberg sind die Kulturdenkmale des Chemnitzer Stadtteils Adelsberg verzeichnet, die bis Januar 2022 vom Landesamt für Denkmalpflege Sachsen erfasst wurden (ohne archäologische Kulturdenkmale). Die Anmerkungen sind zu beachten.
Diese Aufzählung ist eine Teilmenge der Liste der Kulturdenkmale in Chemnitz.

## Liste der Kulturdenkmale in Chemnitz-Adelsberg
| Bild                                    | Bezeichnung                                                                                                 | Lage                                | Datierung                                                                                    | Beschreibung | ID       |
| --------------------------------------- | --- | ----------------------------------- | -------------------------------------------------------------------------------------------- | --- | -------- |
| Weitere Bilder                          | Kriegerdenkmal für die Gefallenen des Ersten Weltkrieges                                                    | Adelsbergstraße 203 (bei) (Karte)   | Nach 1918                                                                                    | Schlichte Stelenform mit traditionalistischen und expressionistischen Formeinflüssen, künstlerisch und ortsgeschichtlich von Bedeutung | 09204923 |
| Weitere Bilder                          | Wohnstallhaus, Seitengebäude und Scheune eines Dreiseithofes                                                | Adelsbergstraße 204 (Karte)         | 1. Hälfte 19. Jahrhundert (Wohnstallhaus); Mitte 19. Jahrhundert (Seitengebäude und Scheune) | Wohnstallhaus mit Fachwerkobergeschoss sowie massives Seitengebäude und ebensolche Scheune, Zeugnis der ursprünglichen Dorfbebauung, baugeschichtlich von Bedeutung | 09204930 |
|                                         | Wohnhaus in offener Bebauung                                                                                | Adelsbergstraße 213 (Karte)         | Um 1800                                                                                      | Typisches ländliches Wohnhaus mit Fachwerkobergeschoss, weitgehend unverändert erhalten, baugeschichtlich von Bedeutung | 09204921 |
| Weitere Bilder                          | Wohnstallhaus und Seitengebäude eines ehemaligen Vierseithofes mit Garten und Teich                         | Adelsbergstraße 214 (Karte)         | 1818 (vormalige Portalinschrift am Wohnstallhaus); 2. Hälfte 19. Jahrhundert (Wohnstallhaus) | Stattliches Wohnstallhaus und Seitengebäude jeweils mit Fachwerkobergeschoss, angrenzend parkähnliche Teichanlage, baugeschichtlich von Bedeutung | 09204929 |
| Weitere Bilder                          | Wohnhaus in offener Bebauung, mit Hinterhaus, Garten und Einfriedung                                        | Adelsbergstraße 269 (Karte)         | Um 1850                                                                                      | Weitgehend unverändert erhaltenes ländliches Wohnhaus mit angebautem Hinterhaus, Zeugnis der ursprünglichen Bebauung des Stadtteils in zentraler Ortslage, stimmiger Gesamteindruck des Grundstücks mit Nebengebäude, Garten und Staketenzaun, baugeschichtlich von Bedeutung | 09204915 |
|                                         | Wohnstallhaus in offener Bebauung                                                                           | Adelsbergstraße 274 (Karte)         | Bezeichnet mit 1794                                                                          | Stattliches Wohnstallhaus von beeindruckender Ursprünglichkeit, Fachwerkobergeschoss, schönes Segmentbogenportal, wichtiger Teil der ursprünglichen Bebauung der Ortslage, baugeschichtlich von Bedeutung | 09204918 |
| Direkt Bild zu diesem Denkmal hochladen | Wohnhaus in offener Bebauung                                                                                | Adelsbergstraße 275 (Karte)         | Bezeichnet mit 1854                                                                          | Typisches ländliches Wohnhaus mit Fachwerkobergeschoss, Teil der ursprünglichen Bebauung des Ortskerns, baugeschichtlich von Bedeutung | 09204913 |
|                                         | Wohnhaus in offener Bebauung                                                                                | Adelsbergstraße 276 (Karte)         | Bezeichnet mit 1794                                                                          | Ländliches Wohnhaus mit teilweise erhaltenem Fachwerkoberteil, Veränderungen des 19. Jahrhunderts, Teil der ursprüngliches ländlichen Bebauung, baugeschichtlich von Bedeutung | 09204917 |
|                                         | Wohnstallhaus eines ehemaligen Vierseithofes                                                                | Adelsbergstraße 288 (Karte)         | 2. Hälfte 18. Jahrhundert                                                                    | Stattliches, breitlagerndes Wohnhaus mit Segmentbogenportal, strebenreichem Fachwerkobergeschoss und mächtigem Schopfwalmdach, in seiner Größe bemerkenswertes Zeugnis der ursprünglichen Bebauung des Waldhufendorfes, baugeschichtlich und straßenbildprägend von Bedeutung | 09204903 |
| Direkt Bild zu diesem Denkmal hochladen | Häuslerhaus                                                                                                 | Adelsbergstraße 312 (Karte)         | Um 1800                                                                                      | Original erhaltenes verschiefertes Fachwerkhaus, von baugeschichtlicher und sozialgeschichtlicher Bedeutung. Das Fachwerkhaus wurde mit massivem Erdgeschoss um das Jahr 1800 gebaut. Bauherr: Friedrich Felber, Schmied; Bauausführung: Hugo Beier; Architekt: Heinz Winkler. An- und Umbauten 1922, 1933 und 1938. Das Gebäude blieb trotz der Überformung durch einen Anbau auf der straßenabgewandten Seite weitgehend original erhalten. Unter den nur teilweise mit Naturschiefer verkleideten Obergeschossaußenwänden ist die Fachwerkkonstruktion größtenteils erhalten. Dasselbe trifft auch auf die Innenwände zu. Prägend für das Erdgeschoss sind das Eingangsportal aus Hilbersdorfer Porhyrtuff und einige Fenstergewände aus dem selbigen Material. Der Denkmalwert ergibt sich aus der bau- und sozialgeschichtlichen Bedeutung auf Grund des guten Originalzustandes und der zeittypischen Ausprägung. | 09247849 |
|                                         | Wohnhaus | Breitenlehn 12 (Karte)              | Um 1850                                                                                      | Typisches ländliches Wohnhaus mit Fachwerkobergeschoss, baugeschichtlich von Bedeutung | 09204927 |
| Direkt Bild zu diesem Denkmal hochladen | Wohnstallhaus mit Wasserhaus                                                                                | Breitenlehn 19 (Karte)              | Um 1800                                                                                      | Zeittypisches Wohnstallhaus, im Obergeschoss sichtbare Fachwerkkonstruktion, hinter dem Haus kreuzgewölbtes Wasserhaus mit Brunnen, gesamter Bau außen und innen weitestgehend unverändert, markante Hanglage, baugeschichtlich von Bedeutung | 09203117 |
|                                         | Villa mit Garten                                                                                            | Hermersdorfer Straße 14 (Karte)     | Laut Bauakte 1936                                                                            | Repräsentative Villa im alpenländischen Stil, folkloristische Elemente, baugeschichtlich von Bedeutung | 09204911 |
| Direkt Bild zu diesem Denkmal hochladen | Villa mit Garten, Garage, Brunnenanlage und weiteren Nebengebäuden                                          | Hermersdorfer Straße 18 (Karte)     | 1933–1934                                                                                    | Imposante Villa mit Landhauscharakter, traditionalistische Stilmerkmale, Verdacht auf qualitätvolle Innenausstattung, großzügige Lage inmitten eines parkartig gestalteten Gartens mit Gewächshaus, Brunnen und Garage, baugeschichtlich und gartenkünstlerisch von Bedeutung | 09204910 |
| Weitere Bilder                          | Kirche mit Ausstattung, Kirchhof mit Einfriedungsmauer und Grabmal für den ehemaligen Bürgermeister Wilkens | Kirchwinkel (Karte)                 | 1569 (Kirche); wohl 1711 (Taufe); 1837 (Orgel); Anfang 19. Jahrhundert (Kanzelaltar)         | Im Kern spätgotische Dorfkirche, schlichter Saalbau mit Dachreiter, von baugeschichtlicher und stadtentwicklungsgeschichtlicher Bedeutung, Grabmal von personengeschichtlicher Bedeutung | 09204908 |
|                                         | Pfarrhaus                                                                                                   | Kirchwinkel 4 (Karte)               | 1777 Dendro                                                                                  | Stattliches ländliches Gebäude mit Fachwerkobergeschoss, im Wesentlichen unverändert, baugeschichtlich und ortsgeschichtlich von Bedeutung | 09204926 |
|                                         | Mietvilla                                                                                                   | Reinhard-Uhlig-Straße 28a (Karte)   | 1894                                                                                         | Repräsentative Villa mit symmetrischer Massengliederung, zweifarbiger Ziegelfassade und Dekorelementen in Formen der Neorenaissance, baugeschichtlich von Bedeutung | 09204912 |
|                                         | Wohnhaus in offener Bebauung mit Garten                                                                     | Rollandstraße 24 (Karte)            | Um 1930                                                                                      | zeittypisches Holzhaus in Fertigteilbauweise, völlig unverändert und in bestem Erhaltungszustand, umgeben von Garten mit altem Baum- und Strauchbestand, baugeschichtlich von Bedeutung | 09204928 |
| Direkt Bild zu diesem Denkmal hochladen | Wohnhaus in offener Bebauung                                                                                | Wilhelm-Busch-Straße 5 (Karte)      | 1937                                                                                         | Schlichtes, aber qualitätvolles Einfamilienhaus, charakteristisches Holzhaus in Fertigteilbauweise mit Bretterverschalung, Teil einer geschlossenen Siedlungsbebauung der 1930er Jahre, nahezu unverändert, baugeschichtlich von Bedeutung. Schlichter Bau über rechteckigem Grundriss, eingeschossig, steiles Satteldach. Für das Erscheinungsbild des Hauses sind die kleinteiligen Sprossenfenster von großer Bedeutung. Das Haus gehört zu einer Anzahl zeitgleich erbauter Siedlungshäuser, teils auch in Holzbauweise, im gleichen Straßenzug, die durch die Bauauffassungen der Entstehungszeit geprägt sind und diese durch ihren guten Originalzustand heute noch eindrucksvoll dokumentieren. Der Denkmalwert des Hauses ergibt sich damit aus seinem baugeschichtlichen Wert. | 09204902 |
|                                         | Doppelwohnhaus                                                                                              | Wilhelm-Busch-Straße 43, 45 (Karte) | Um 1930                                                                                      | Qualitätvolles Doppelwohnhaus in Klinkerbauweise mit Landhauscharakter, Zeugnis einer traditionalistischen Bauweise in den frühen 1930er Jahren, baugeschichtlich von Bedeutung | 09204919 |
|                                         | Wohnhaus mit Garten                                                                                         | Wilhelm-Busch-Straße 51 (Karte)     | Um 1930                                                                                      | Wohnhaus in Klinkerbauweise mit Schmuckelementen, im traditionalistischen Stil der frühen 1930er Jahre, baugeschichtlich von Bedeutung | 09204904 |
| Weitere Bilder                          | Wohnhaus in offener Bebauung, mit Garten (Wolfshof)                                                         | Zschopauer Straße 400 (Karte)       | 1920er Jahre                                                                                 | Markantes Wohnhaus in abseitiger Waldlage mit ausgeprägt individueller Gestaltung, Anklänge an den Heimatstil, bemerkenswertes Portal mit Wolfsköpfen, baugeschichtlich von Bedeutung | 09203856 |

## Ehemalige Denkmäler
| Bild                                    | Bezeichnung                      | Lage                               | Datierung   | Beschreibung | ID       |
| --------------------------------------- | -------------------------------- | ---------------------------------- | ----------- | --- | -------- |
| Direkt Bild zu diesem Denkmal hochladen | Tischlerei/Gewerbegebäude        | Adelsbergstraße 248 (Karte)        |             | Abgerissen zwischen 2001 und 2006. Streichung aus der Denkmalliste vor 2010.                                                                              |          |
|                                         | Turnhalle                        | Adelsbergstraße 265 (Karte)        |             | Erhalten. Streichung aus der Denkmalliste 2010. |          |
| Direkt Bild zu diesem Denkmal hochladen | Bauernhof mit Garten             | Adelsbergstraße 333 (Karte)        |             | Abgerissen zwischen 2001 und 2006. Streichung aus der Denkmalliste vor 2010.                                                                              |          |
| Direkt Bild zu diesem Denkmal hochladen | Bauernhaus                       | Adelsbergstraße 340 (Karte)        |             | Abgerissen zwischen 2001 und 2006. Streichung aus der Denkmalliste vor 2010.                                                                              |          |
| Direkt Bild zu diesem Denkmal hochladen | Scheune eines Dreiseithofes      | Andersenweg 3 (Karte)              | 1733 Dendro | Fachwerk-Scheune, einziges, weitgehend original erhaltenes Gebäude des Hofensembles, von baugeschichtlicher Bedeutung. Zwischen 2016 und 2018 abgerissen. | 09204920 |
|                                         | Wohnhaus, Garten und Einfriedung | Kleinolbersdorfer Straße 1 (Karte) |             | Erhalten. Streichung aus der Denkmalliste vor 2010. |          |

## Tabellenlegende
- Bild: Bild des Kulturdenkmals, ggf. zusätzlich mit einem Link zu weiteren Fotos des Kulturdenkmals im Medienarchiv Wikimedia Commons. Wenn man auf das Kamerasymbol klickt, können Fotos zu Kulturdenkmalen aus dieser Liste hochgeladen werden:
- Bezeichnung: Denkmalgeschützte Objekte und ggf. Bauwerksname des Kulturdenkmals
- Lage: Straßenname und Hausnummer oder Flurstücknummer des Kulturdenkmals. Die Grundsortierung der Liste erfolgt nach dieser Adresse. Der Link (Karte) führt zu verschiedenen Kartendiensten mit der Position des Kulturdenkmals. Fehlt dieser Link, wurden die Koordinaten noch nicht eingetragen. Sind diese bekannt, können sie über ein Tool mit einer Kartenansicht einfach nachgetragen werden. In dieser Kartenansicht sind Kulturdenkmale ohne Koordinaten mit einem roten bzw. orangen Marker dargestellt und können durch Verschieben auf die richtige Position in der Karte mit Koordinaten versehen werden. Kulturdenkmale ohne Bild sind an einem blauen bzw. roten Marker erkennbar.
- Datierung: Baubeginn, Fertigstellung, Datum der Erstnennung oder grobe zeitliche Einordnung entsprechend des Eintrags in der sächsischen Denkmaldatenbank
- Beschreibung: Kurzcharakteristik des Kulturdenkmals entsprechend des Eintrags in der sächsischen Denkmaldatenbank, ggf. ergänzt durch die dort nur selten veröffentlichten Erfassungstexte oder zusätzliche Informationen
- ID: Vom Landesamt für Denkmalpflege Sachsen vergebene, das Kulturdenkmal eindeutig identifizierende Objekt-Nummer. Der Link führt zum PDF-Denkmaldokument des Landesamtes für Denkmalpflege Sachsen. Bei ehemaligen Kulturdenkmalen können die Objektnummern unbekannt sein und deshalb fehlen bzw. die Links von aus der Datenbank entfernten Objektnummern ins Leere führen. Ein ggf. vorhandenes Icon  führt zu den Angaben des Kulturdenkmals bei Wikidata.